# Nesoclopeus woodfordi
Nesoclopeus woodfordi là một loài chim trong họ Rallidae.